# Prezenty świąteczne

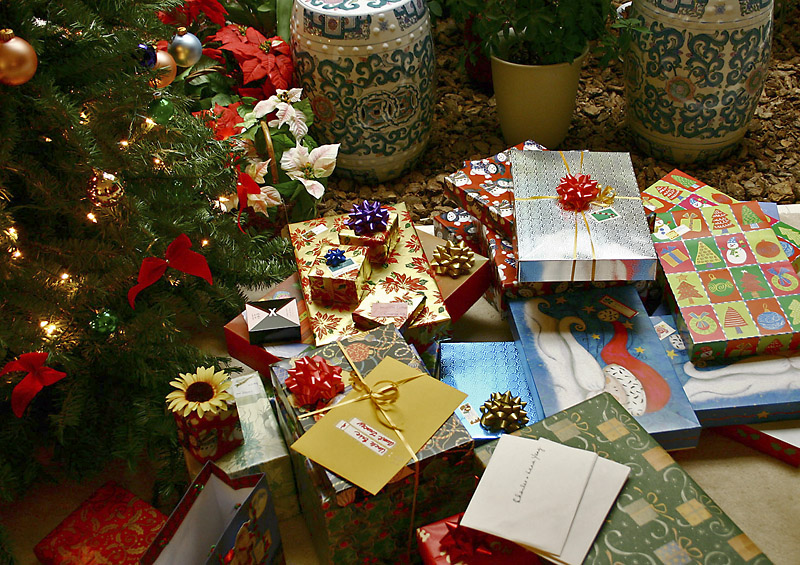
Prezenty świąteczne w ozdobnych opakowaniach

Zwyczaj obdarowywania prezentami jest obchodzony w większości regionów świata w Boże Narodzenie. W Polsce jest on obchodzony Wigilią. Prezenty odnajduje się pod choinką. W niektórych tradycjach samo drzewko bywa niespodzianką dla dzieci i gości.
Tradycja znana jest od XIII wieku i nawiązuje do darów jakie złożyli Trzej Królowie Jezusowi podczas wizyty w Betlejem.
Na skutek przenikania do europejskiej tradycji elementów kultury anglosaskiej (w szczególności amerykańskiej) także w Europie święty Mikołaj utożsamiany jest coraz częściej z Bożym Narodzeniem i świątecznymi prezentami.
W Rosji Mikołaj z Miry był również otoczony kultem jako patron uciśnionych i skrzywdzonych, ale przejętą z zachodu postać rozdającą dzieciom prezenty nazwano Dziadkiem Mrozem (ros. Дед Мороз), ze względu na podobieństwo do bajkowej postaci nazywanej Moroz Krasnyj Nos. Zgodnie z tradycją, rozdaje on prezenty wraz ze Śnieżynką (ros. Снегурочка).
W tradycji bizantyńskiej jego odpowiednikiem jest Święty Bazyli, który obdarowuje prezentami dzieci w dniu 1 stycznia.
W Wielkopolsce, na Kujawach, na Pałukach, na Kaszubach i na Pomorzu Zachodnim prezenty na Boże Narodzenie tradycyjnie przynosi Gwiazdor, święty Mikołaj przynosi prezenty 6 grudnia.
W Małopolsce i na Śląsku Cieszyńskim prezenty pod choinką zostawia Aniołek, natomiast w nocy z 5 na 6 grudnia prezenty przynosi święty Mikołaj.
Na Górnym Śląsku w Czechach, na Słowacji i Węgrzech prezenty na Boże Narodzenie przynosi Dzieciątko utożsamiane z postacią Jezusa Chrystusa. 6 grudnia prezenty przynosi święty Mikołaj.
Na Dolnym Śląsku oraz na Opolszczyźnie prezenty w Boże Narodzenie przynosi Gwiazdka.
Mieszkańcom Płaskowyżu Tarnogrodzkiego natomiast na Boże Narodzenie prezenty przynoszą krasnoludki. Mikołaj jedynie 6 grudnia.
W Hiszpanii prezenty przynoszą Trzej Królowie 6 stycznia. Dzieci nie znajdują żadnego prezentu pod choinką.